# Aulacomnium arenopaludosum
Aulacomnium arenopaludosum là một loài rêu trong họ Aulacomniaceae. Loài này được M.F. Boiko mô tả khoa học đầu tiên năm 2010.